# Cheilopogon papilio
Cheilopogon papilio е вид лъчеперка от семейство Летящи риби (Exocoetidae). Видът не е застрашен от изчезване.

## Разпространение и местообитание
Разпространен е в Коста Рика, Мексико и Панама.
Обитава крайбрежията на морета и заливи в райони с тропически и субтропичен климат.

## Описание
На дължина достигат до 21 cm.